# 타워 하이스트
《타워 하이스트》(영어: Tower Heist)는 2011년 공개된 브렛 래트너 감독의 하이스트 코미디 영화이다. 각본에는 테드 그리핀과 제프 네이선슨이 참여했고 벤 스틸러와 에디 머피가 출연했다.

## 줄거리
뉴욕 고급 아파트 '타워'의 성실한 건물 관리자인 조쉬 코박스는 월스트리트 거물 아서 쇼에게 직원들의 연금 투자를 맡겼다가 쇼가 폰지 사기로 20억 달러를 횡령하면서 연금을 모두 날리게 된다. 분노한 조쉬는 동료들과 함께 쇼에게 복수하고 돈을 되찾기 위한 계획을 세운다. 조쉬는 쇼의 돈을 훔치기 위해 어릴 적 친구이자 좀도둑인 슬라이드, 타워의 컨시어지이자 조쉬의 처남 찰리, 엘리베이터 기사 엔리케, 그리고 파산한 전직 월스트리트 투자자인 미스터 피츠휴를 끌어들인다. 여기에 자물쇠 따기에 능한 타워의 가정부 오데사도 합류하게 된다. 
FBI 수사관 클레어 덴햄은 쇼가 2천만 달러를 숨겨두었을 가능성을 조쉬에게 암시하고, 조쉬 일행은 쇼가 메이시 추수감사절 퍼레이드 날 법원에 출두한다는 정보를 입수, 이 날을 이용해 쇼의 펜트하우스를 털기로 계획한다. 하지만 계획 실행 직전, 찰리는 불안감을 느끼고 조쉬에게 계획을 포기하거나 경찰에 넘기겠다고 경고한다. 한편, 슬라이드는 돈을 독차지하기 위해 팀을 배신하려 하지만 결국 발각된다. 
쇼의 아파트 금고는 텅 비어 있었지만, 그들은 쇼가 자신의 돈을 페라리 클래식 자동차 부품으로 위장해 아파트 내부에 조립해 두었다는 것을 발견한다. 그들은 이 페라리가 약 4500만 달러의 가치가 있다는 것을 알게 되고, 창문 청소 플랫폼을 이용해 차를 피츠휴의 옛 아파트로 옮기려 한다. 계획을 포기했던 찰리는 다시 합류하여 팀을 돕는다. 차 안에서는 쇼의 불법 금융 거래 장부가 발견되고, 이 장부는 쇼를 법정에 세울 결정적인 증거가 된다.
쇼는 추수감사절 법정 출두가 조쉬의 계획 일부임을 알고 FBI와 함께 펜트하우스로 돌아온다. FBI는 쇼의 보석금을 몰수하고 그를 구금한다. 조쉬와 동료들은 체포되지만(슬라이드 제외), 조쉬는 쇼에게 장부를 찾았음을 밝힌다. 쇼는 돈으로 거래하려 하지만, 그들은 "타워에서는 팁을 받지 않는다"며 거절한다. FBI 본부에서 조쉬는 슬라이드와의 관계가 발각되지만, 타워의 접수원이자 변호사 자격을 갖춘 미스 이오벤코는 모두의 자유를 조건으로 쇼의 장부를 넘긴다. 조쉬는 사건을 주도한 죄로 2년 형을 받지만, 쇼는 종신형을 선고받는다. 마지막으로 팀원들은 수영장에서 건져낸 페라리 부품을 각자 나누어 갖고, 연금 손실을 보상받는다. 조쉬는 만족스러운 미소를 지으며 감옥에 들어간다.

## 출연

### 주연
- 벤 스틸러 : 조시 역
- 에디 머피 : 슬라이드 역

### 조연
- 매슈 브로더릭 : 피츠허그 역
- 케이시 애플렉 : 찰리 역
- 티아 레오니 : 특수요원 클레어 덴햄 역
- 가보리 시디베 : 오데싸 역
- 마이클 페나 : 엔리케 데브로스 역
- 알란 알다 : 아서 쇼 역
- 주드 허쉬 : 시몬 역
- 마르시아 진 커츠 : 로즈 역
- 스티븐 웨이즈 : 도어맨 토마스 역
- 데릭 시몬스
- 니나 아리안다 : 미스 러븐코 역
- 스티븐 헨더슨 : 래스터 역
- 제프 그로스만
- 스테판 니콜리 : 퍼레이드 참석자 역
- 록 콜리 : 베이글 - 카트 공급 업체 역
- 클렘 청 : 관 역
- 피터 반 와그너 : 마티 클레인 역
- 마이크 D. 앤더슨 : 슬라이더의 가이 역
- 피터 콘보이
- 셜리 드러긴스키
- 모 힌디 : 타워 사진작가 역
- 로즈메리 하워드 : 보행자 역
- 엘리자베스 로건
- 론 매스트리
- 다니엘 맥키
- 마크 페토그라소 : 라이커스 섬 수감자 역
- 아프렐라
- 후안 카를로스 헤르난데즈 : 마누엘 역
- 해리 오렐리 : 오데사 역
- 젤리코 이바넥 : 머진 감독 역
- 로버트 다우니 시니어 : 판사 라모스 역
- 알리 우즈 주니어 : 미스터 뉴하우스 역
- 제임스 콜비 : 특수요원 허긴스 역
- 프랭크 퍼스 : 라이커 교도관 역
- 제시카 스자르 : 사샤 역
- 브라이언 디스턴스 : 타워 보안 책임자 역
- 크레이그 카스탈도 : 무선기사 역
- 헤비 디 : 법원 경비 역
- 로버트 크로헤시 : 퍼레이드 경찰 역
- 타이 존스 : 쇼의 교도관 역
- 스트림 : 인디언 사리 레이디 역
- 빌 체머카 : 정비원 역
- 일런 크릭스펠드 : 석방된 수감자 역
- 잔 오웬 : 미세스 크로넌 역
- 케이트 업턴 : 하이타워의 여인 역
- 줄리 T. 팜 : 황의 아내 역

### 단역
- 데스민 보르게스 : 모델의 운동화 판매원 역

## 기타
- 조감독: G.A. 아귈라
- 조감독: 제임스 M. 프레이태그
- 조감독: 트래비스 레왈트
- 의상: 사라 에드워즈
- 분장부문: 리사 하젤
- 분장부문: 미쉘 존슨
- 분장부문: 에블린 노라즈
- 배역: 캐슬린 초핀
- 프로덕션매니저: 칼라 레이